# NGC 4803
NGC 4803 is een compact sterrenstelsel in het sterrenbeeld Maagd. Het hemelobject werd op 25 maart 1865 ontdekt door de Duitse astronoom Albert Marth.

## Synoniemen
- MCG 2-33-36
- ZWG 71.73
- ZWG 43.69
- PGC 44061